# British Home Championship 1902

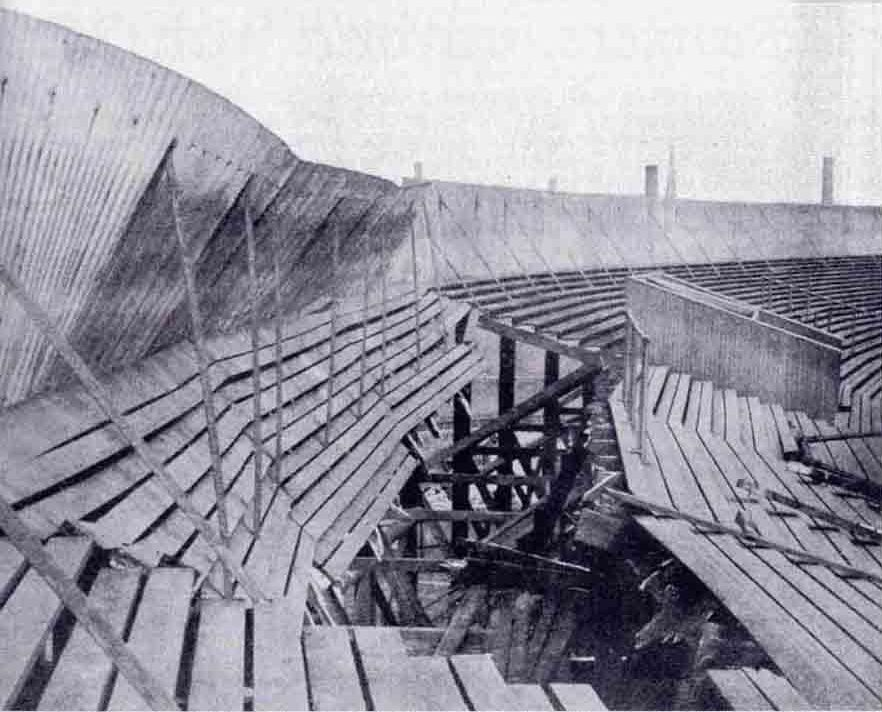
Zawalona trybuna stadionu Ibrox

British Home Championship 1902 – dziewiętnasta edycja turnieju piłki nożnej między reprezentacjami z Wielkiej Brytanii. Tytułu broniła Anglia, ale straciła go na rzecz Szkocji. Turniej upłynął jednak nie pod znakiem rozgrywek sportowych, a tragedii na stadionie Ibrox. Podczas meczu między "Synami Albionu" a "Armią Tartanu" zachodnia trybuna stadionu zawaliła się pod ciężarem kibiców. Zginęło 26 osób, 582 odniosło obrażenia. Mecz uznano za nieważny i powtórzono po miesiącu w Birmingham.

## Turniej
| 22 lutego 1902 | Walia | 0 : 3 | Irlandia · Gara | Ninian Park, Cardiff |
|                |       |       |                 |                      |

| 1 marca 1902 | Irlandia · Milne | 1 : 5 | Szkocja · Hamilton · Walker · Buick | Grosvenor Park, Belfast |
|              |                  |       |                                     |                         |

| 3 marca 1902 | Walia | 0 : 0Raport | Anglia | Racecourse Ground, Wrexham Widzów: 10 000 Sędzia: Thomas Robertson |
|              |       |             |        |                                                                    |

| 15 marca 1902 | Szkocja · Smith · Drummond · Buick | 5 : 1 | Walia · Morgan-Owen | Cappielow Park, Greenock |
|               |                                    |       |                     |                          |

| 22 marca 1902 | Irlandia | 0 : 1(0 : 0)Raport | Anglia · Settle 86' | Balmoral Showgrounds, Belfast Widzów: 12 000 Sędzia: Thomas Robertson |
|               |          |                    |                     |                                                                       |

| 5 kwietnia 1902 | Szkocja · Brown | 1 : 1 | Anglia · Settle | Ibrox Park, Glasgow |
|                 |                 |       |                 |                     |

| 3 maja 1902 | Anglia · Settle 65' · Wilkes 67' | 2 : 2(0 : 2)Raport | Szkocja · Templeton 3' · Orr 28' | Villa Park, Birmingham Widzów: 15 000 Sędzia: James Torrans |
|             |                                  |                    |                                  |                                                             |

## Tabela
| Msc. | Zespół   | M | W | R | P | Pkt+ | Pkt- | Pkt |
| ---- | -------- | - | - | - | - | ---- | ---- | --- |
| 1    | Szkocja  | 3 | 2 | 1 | 0 | 12   | 4    | 5   |
| 2    | Anglia   | 3 | 1 | 2 | 0 | 3    | 2    | 4   |
| 3    | Irlandia | 3 | 1 | 0 | 2 | 4    | 6    | 2   |
| 4    | Walia    | 3 | 0 | 1 | 2 | 1    | 8    | 1   |

## Strzelcy
3 gole
- Andy Gara
- Bob Hamilton
- Alec Smith
- Jimmy Settle

2 gole
- Albert Buick

1 gol
- Robert Milne
- Bobby Walker
- Jock Drummond
- Hugh Morgan-Owen
- Alexander Brown
- Albert Wilkes
- Bobby Templeton
- Ronald Orr